# Волоконськ
Волоконськ (рос. Волоконск) — село в Великосолдатському районі Курської області Російської Федерації.
Населення становить 242 особи. Входить до складу муніципального утворення Волоконська сільрада.

## Історія
Населений пункт розташований на території українського етнічного та культурного краю Східна Слобожанщина.
Від 2004 року входить до складу муніципального утворення Волоконська сільрада.

## Населення
| 2002 | 2010 |
| ---- | ---- |
| 252  | ↘242 |